# Lubuk Cemara
Lubuk Cemara is een bestuurslaag in het regentschap Serdang Bedagai van de provincie Noord-Sumatra, Indonesië. Lubuk Cemara telt 1220 inwoners (volkstelling 2010).